# Plexo
Plexo, rede ou entrecruzamento imbicado, especialmente de veias ou nervos(fibras nervosas).

## Sistema circulatório
São plexos do sistema circulatório:
- plexo coróide

## Sistema nervoso
São plexos do sistema nervoso:
- plexo braquial
- plexo cardíaco
- plexo cervical
- plexo lombar
- plexo solar
- plexo esofágico